# Apsectus araneorum
Apsectus araneorum är en skalbaggsart som beskrevs av William James Beal 1959. Apsectus araneorum ingår i släktet Apsectus och familjen ängrar. Inga underarter finns listade i Catalogue of Life.